# Brewton
Brewton é uma cidade localizada no estado americano do Alabama, no Condado de Escambia.

## Demografia
Segundo o censo americano de 2000, a sua população era de 5498 habitantes. 
Em 2006, foi estimada uma população de 5326, um decréscimo de 172 (-3.1%).

## Geografia
De acordo com o United States Census Bureau, a localidade tem uma área de 29,7 km², dos quais 29,3 km² cobertos por terra e 0,4 km² cobertos por água.

## Localidades na vizinhança
O diagrama seguinte representa as localidades num raio de 24 km ao redor de Brewton. 